# Konrad IV (biskup kamieński)
Konrad IV (ur. ?, zm. w 1324) – duchowny rzymskokatolicki, biskup kamieński.

## Biografia
W 1317 wybrany biskupem kamieńskim, co zatwierdził 13 sierpnia 1318 papież Jan XXII. Brak informacji kiedy i od kogo przyjął sakrę biskupią.
Wybudował mury i wały wokół siedziby biskupiej i katedry.